# Нікарагуанська іспанська

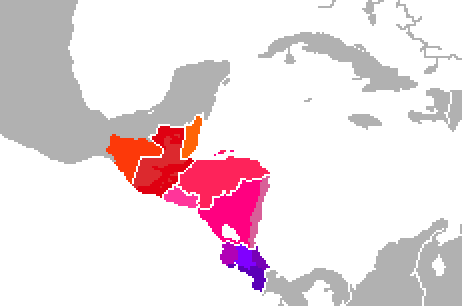
Нікарагуанська іспанська у центральноамериканському 8 кластері

Нікарагуанська іспанська (ісп. Español nicaragüense; Nicañol) є національним варіантом іспанської мови в Нікарагуа. Його використовують близько 6 мільйонів осіб у Нікарагуа та близько 1 мільйона за межами країни. Крім Нікарагуа, цей варіант мови часто можна почути серед нікарагуанських емігрантів у США та Коста-Риці, де вони найбільш численні. Виявляє найбільшу кількість класичних рис, що характеризують іспанську мову в країнах Центральної Америки. Слід зазначити, що іспанська мова є єдиною офіційною мовою республіки Нікарагуа, якою зазвичай говорить понад 97 % її населення. На східному узбережжі, яке колись колонізували британці, місцями зберігаються англо-креольські прислівники нащадків чорних рабів, а гірських регіонах — й індіанські мови.

## Характеристика
До найхарактерніших рис сучасної іспанської в Нікарагуа відносять звані восео в граматиці і аспірацію -s наприкінці мови (дебуккалізація) у фонетиці (los inmigrantes > loh inmigranteh; el resto > el rehto; las costas > lah cohtah). Крім цього, місцями відзначаються лоїзмо («ya se los dije a ustedes») та деякі інші архаїзми типу підсилювального елемента re- (remalo, requetebien). У лексиці, для опису чорношкірого населення Москитового берега іспаномовні нікарагуанці вживають іронічний термін alemanes (букв. «Німці») замість стандартного negros («Негри»). Це дозволяє іспаномовним обговорювати англомовних чорношкірих у їхній присутності без небезпеки бути зрозумілими.
Нікарагуа належить до традиційно восіюючих регіонів, проте до 1970-х восео тут стигматизувалося і вважалося частиною ненормативної, вульгарної мови. Остаточне торжество осео (заміна особистого займенника tu на vos) з відповідним усуненням дієслівної парадигми відмінювання відбулося в країні відносно недавно, після тріумфу сандиністичної революції, яка таким чином прагнула дистанціюватися від режиму Сомоси. На початку XXI століття усічене восео в Нікарагуа (як і в Аргентині) набуло всеосяжного характеру і стало вживатися повсюдно, як у мові, так і на листі. Займенник Ви зберігаєтеся у формальних ситуаціях.
Згідно з опитуваннями 90,3% нікарагуанських респондентів свою мову вважають за краще називати іспанською (español), 7,2% — кастильською (castellano) та 2,5% — іншими найменуваннями.